# Établissements Griffon

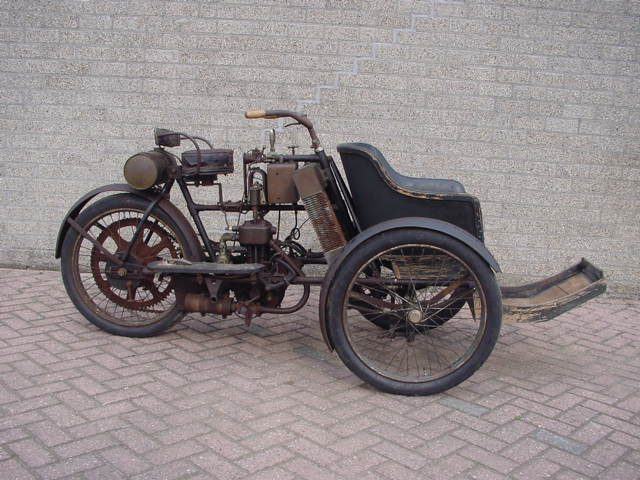
Griffon-Tricar von 1904

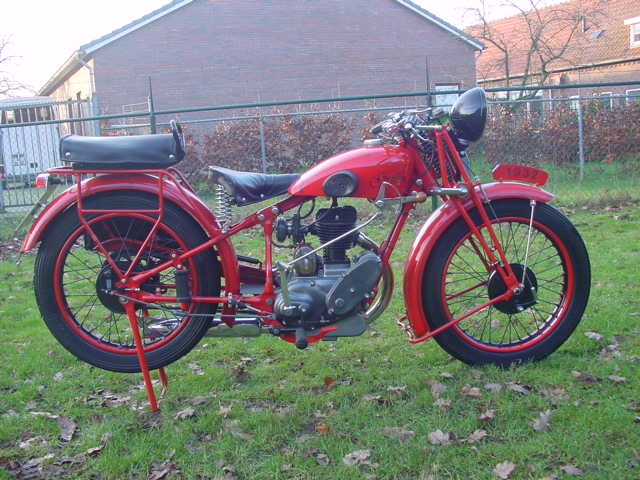
Griffon-Motorrad von 1933

Établissements Griffon war ein französischer Hersteller von Fahrrädern, Motorrädern und Automobilen.

## Unternehmensgeschichte
Das Unternehmen aus Courbevoie begann 1902 mit der Produktion von Motorrädern. Außerdem wurden zwischen 1906 und 1924 Automobile hergestellt. Der Markenname lautete Griffon. Etwa 1925 wurde Griffon von Peugeot übernommen, existierte als Marke jedoch noch bis 1955.

## Fahrzeuge

### Fahrräder
Für die Produktion der Fahrräder war die SA des Cycles Griffon zuständig.

### Motorräder
Anfangs entstanden Motorräder mit Einzylinder- und V2-Motoren eigener Fertigung, die auch erfolgreich bei Motorradrennen eingesetzt wurden. Später wurden auch Zweitaktmotoren verwendet.

### Automobile
Zwischen 1906 und 1910 wurde das Modell 7 CV mit einem Einzylinder-Einbaumotor von De Dion-Bouton hergestellt. Die offene Karosserie bot Platz für zwei Personen. 1921 folgte ein Cyclecar. Für den Antrieb sorgte ein V2-Motor von Anzani mit 984 cm³ Hubraum.